# Fritz Strassmann
Friedrich Wilhelm Straßmann, nemški kemik, * 22. februar 1902, Boppard, Nemčija, † 22. april 1980, Mainz, Nemčija.

## Življenje in delo
Kemijo je študiral od leta 1920 na Tehniški univerzi v Hannovru, kjer je leta 1929 doktoriral. Skupaj s kemikom Ottom Hahnom je decembra leta 1938 odkril nevtronsko-inducirano jedrsko cepitev uranovega jedra.
Leta 1948 je postal predstojnik novoustanovljenega Inštituta Maxa Plancka, kasneje pa je ustanovil Inštitut za jedrsko kemijo. Leta 1944 je Hahn prejel Nobelovo nagrado za kemijo kot plod skupinskega dela Lise Meitner, Fritza Straßmanna in svojega dela. Leta 1966 je Straßmann prejel Nagrado Enrica Fermija.

## Priznanja
Nagrade
- Nagrada Enrica Fermija skupaj z Ottom Hahnom in Liso Meitnerjevo (1966)

Poimenovanja
Po njem se imenuje asteroid 19136 Strassmann.